# Cutty Sark (whisky)
Pour les articles homonymes, voir Cutty Sark (homonymie).

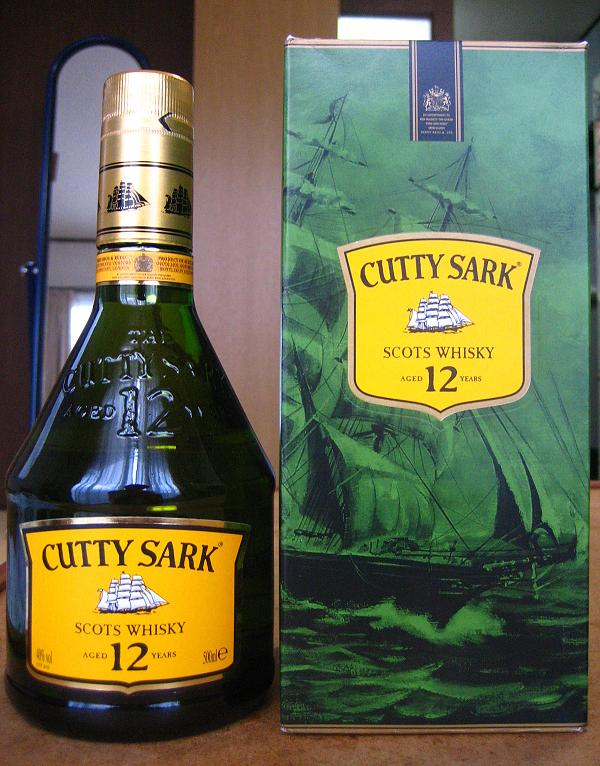
Bouteille de Cutty Sark.

Cutty Sark est une marque de blend créée le 20 mars 1923 par un marchand de vins et spiritueux basé à Londres Berry Bros & Rudd. 

## Histoire
Le nom de la marque provient du clipper Cutty Sark, lui-même devant ce nom à une sorcière dans Tam o' Shanter, un poème de Robert Burns. De 1973 à 2003, le fabricant a sponsorisé la Tall Ships' Races, une compétition créée en 1956 à laquelle participent d’anciens grands voiliers, en l’honneur du Cutty Sark et pour perpétuer l’époque héroïque des courses de clippers. Durant ces trente années, la course a porté le nom de Cutty Sark Tall Ships' Race.

## Évocation artistique et dans la culture
- L'écrivain Paul Kenny cite le Cutty Sark à plusieurs reprises dans les aventures de Francis Coplan.
- L'écrivain Richard Bessiere cite le Cutty Sark dans Ne touchez pas aux Borloks
- L'écrivain Charles Bukowski cite le Cutty Sark dans Women
- Le chanteur Tom Waits évoque le Cutty Sark dans sa chanson Whose Sportscoat is that?
- Par référence à cette, une villa de Saint-Pierre-et-Miquelon est appelé Cutty Sark, rappel du rôle de l'archipel lors de la prohibition aux États-Unis. L'île connaît, de 1919 à 1933, une réelle prospérité grâce au trafic d’alcools, si bien que le bois des caisses d'alcool abandonnées sert à la construction de nombreuses maisons, parmi lesquelles cette villa[1].
- L'écrivain Haruki Murakami cite le Cutty sark dans son livre « Chronique de l oiseau à ressort », « 1Q84 Livre 1 »[2] et « L’incolore Tsuruku Tazaki et ses années de pèlerinage ».
- Évoqué dans le film Green Book comme boisson fétiche et nécessaire du pianiste virtuose Dr Don Shirley (interprété par Mahershala Ali) lors de sa tournée dans le Sud des États-Unis, accompagné par son chauffeur (Viggo Mortensen).
- Dans le roman L'Ange en décomposition de Yukio Mishima (Tome 4 de La Mer de la fertilité), Honda et Keiko boivent leur whisky préféré le Cutty Sark.